# Darrouzett
Darrouzett – miasto w Stanach Zjednoczonych, w stanie Teksas, w hrabstwie Lipscomb.